# Vlag van Westerveld

Vlag van de gemeente Westerveld

Vlag met het gemeentelogo

De vlag van Westerveld is op 28 mei 2019 vastgesteld als de gemeentevlag van de Drentse gemeente Westerveld. De vlag bestaat uit vijf horizontale banen in de kleuren groen, geel, zwart, geel en blauw. Deze kleuren van de vlag zijn afkomstig uit het gemeentewapen.

## Symboliek
Het groen symboliseert de agrarische sector, het geel is afkomstig van het Drents-Friese Wold, de kleur blauw komt van het Dwingelderveld en het zwart symboliseert turf, omdat de vaart gegraven werd voor het vervoeren van turf.

## Geschiedenis
Begin 2019 heeft burgemeester Rikus Jager de Hoge Raad van Adel verzocht om een voorstel voor een gemeentevlag. De Hoge Raad heeft twee voorstellen gedaan. Het eerste voorstel behelst een vlag bestaande uit vijf horizontale banen in de kleuren van het gemeentewapen. Het tweede ontwerp is een representatie van het wapen, inclusief de schuinbalk. Het college koos samen met de historische verenigingen voor het eerste voorstel dat zal worden voorgelegd aan de gemeenteraad. Op 7 mei presenteerde de gemeenteraad via Twitter een foto waarmee de vlag werd bekendgemaakt. Daarvoor had de gemeente een vlag met daarop het logo in gebruik. Het is niet bekend of deze vlag officieel vastgesteld is als de gemeentelijke vlag van de Drentse gemeente Westerveld en wanneer dit eventueel heeft plaatsgevonden. Deze vlag bestaat uit een witte achtergrond met de tekst "Gemeente Westerveld" en een soort beeldmerk erboven. De herkomst en de betekenis van de vlag is niet bekend.